# Aral (azienda)
Aral è un marchio di carburanti e distributori di benzina per veicoli a motore, presente in Germania e Lussemburgo, ma precedentemente utilizzato nella maggior parte dei paesi dell'Europa occidentale e centrale. La società dietro il marchio Aral AG (precedentemente chiamata Veba Öl AG) è di proprietà della BP.

## Storia
L'azienda fu fondata nel 1898 a Bochum come Westdeutsche Benzol-Verkaufs-Vereinigung GmbH. Nel 1918 la società cambiò nome in Benzol-Verband (B.V.).
Il marchio Aral fu introdotto nel 1924 con il lancio di una miscela composta da benzina più benzolo, ed è una parola che riprende le iniziali di "Aromaten" e "Aliphaten" ("Aromatici" e "Alifatici"). Da quell'anno vennero costruite le prime stazioni di servizio a marchio Aral.
Dopo la guerra e l'amministrazione controllata, il marchio tornò nei distributori nel 1951; nel 1962 la società assunse ufficialmente il nome Aral Aktiengesellschaft.
Nel 1963, la società vantava in Germania più impianti di chiunque altro, 6200 contro i 5250 della Shell, con un totale di 8400 punti vendita complessivi in Europa. I punti di rifornimento nella Repubblica federale aumentarono a 7600 nel 1968, più altri 3600 della sussidiaria Gasoline e 2600 negli altri paesi europei. Gli impiegati totali all'epoca erano circa 34.500, con un fatturato che nel 1967 era di 3,7 miliardi di marchi.

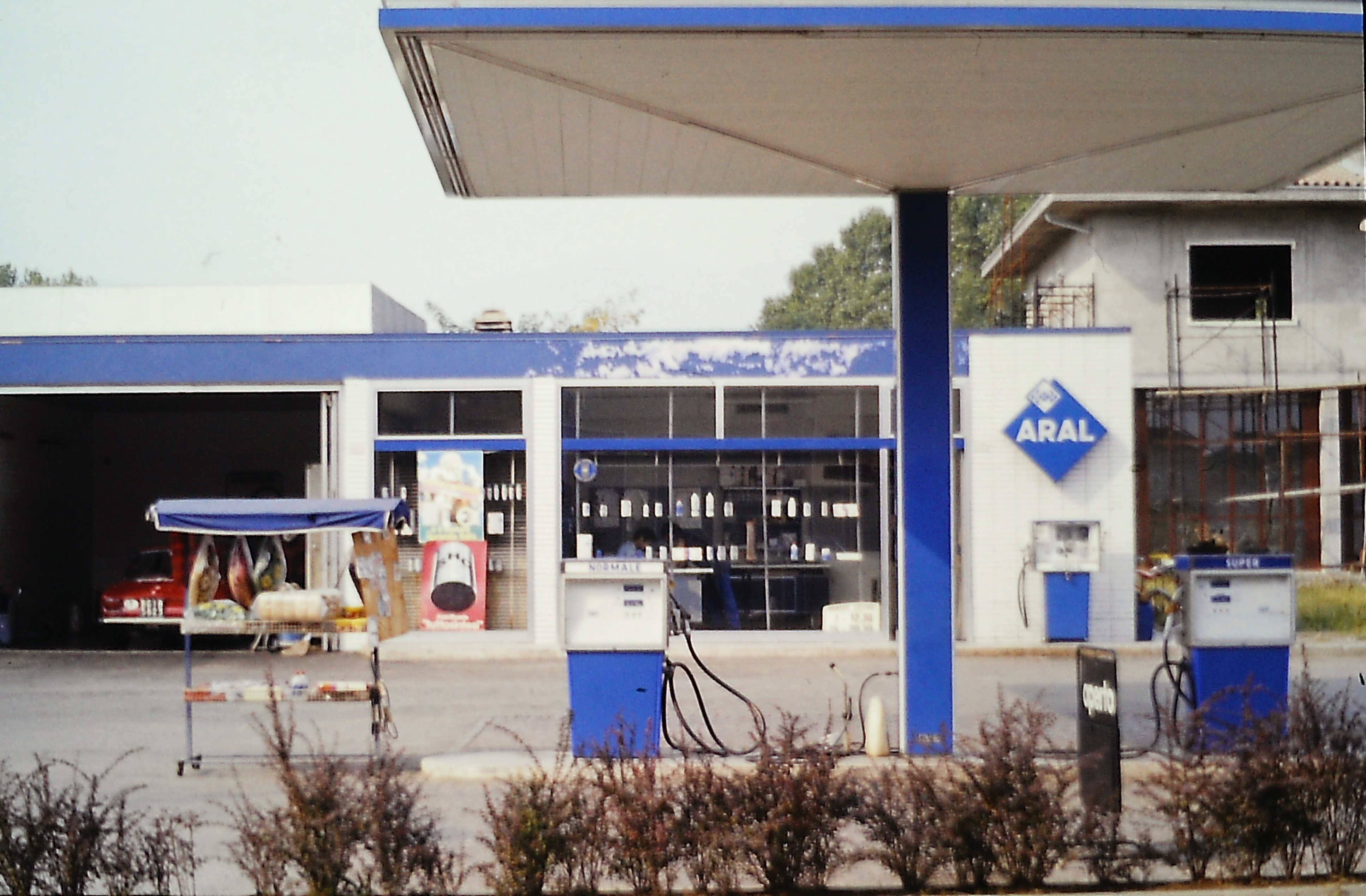
Stazione di servizio Aral in Italia, fine anni '60

Aral fu presente anche in Italia a partire dal 1960 (anche se le prime attività nel paese risalivano già al 1958) con circa 100 stazioni di servizio, diventate oltre 700 nel 1964 tra Toscana e regioni del nord; la sede centrale era a Milano. Nel decennio successivo, tuttavia, il marchio fu gradualmente affiancato e poi sostituito da quello Mobil, già azionista di Aral in Germania, che assorbì la rete italiana.
Nel 1984 Aral realizzò la prima stazione di rifornimento a idrogeno del mondo.
Nel 1999 la rete belga fu ceduta a Q8.
Il 15 luglio 2001 fu convenuto che il 51% delle partecipazioni in Veba Öl AG, proprietaria del marchio, sarebbe stato acquisito da Deutsche BP AG. A partire dal 1º febbraio 2002 l'acquisizione fu completata.
Il marchio Aral è stato mantenuto e le 650 stazioni BP in Germania sono state rinominate in Aral. Sei stazioni di rifornimento con il marchio BP sono rimaste operative in Germania per proteggere i diritti dell'azienda sul nome, mentre altrove, come in Polonia e Austria, le stazioni Aral sono state rinominate BP. In totale, oggi il marchio Aral è presente in circa 2400 stazioni.

## Marchio
Il marchio originale della Aral comprendeva due martelli, simbolo dei minatori, per ricordare la regione di nascita della società nel 1898, ossia la Ruhr. I colori blu e bianco (che sostituirono il giallo e il nero, per evitare confusione con la segnaletica stradale) riprendono quelli della città di Bochum, mentre la forma richiama quella del diamante.

Logo del 1917
Logo del 1927
Logo del 1952
Logo del 1971
Logo attuale (dal 2000)